# Neolissochilus stevensonii
Neolissochilus stevensonii är en fiskart som först beskrevs av Day, 1870.  Neolissochilus stevensonii ingår i släktet Neolissochilus och familjen karpfiskar. IUCN kategoriserar arten globalt som otillräckligt studerad. Inga underarter finns listade i Catalogue of Life.